# ريان ديفيز
ريان ديفيز (5 نوفمبر 1996 في المملكة المتحدة - ) (بالإنجليزية: Ryan Davies)‏ هو لاعب كريكت بريطاني. لعب مع Kent County Cricket Club ‏ ونادي مقاطعة سومرست للكريكت ‏.

## وصلات خارجية
- ريان ديفيز على موقع إي آس بي آن كريك إنفو (الإنجليزية)